# Transfermaschine
Eine Transfermaschine ist eine fest installierte Form eines Werkstückförderers, welche für den automatischen Transport und die Positionierung von Werkstücken zwischen den Stationen einer Fließbandfertigung mit CNC-Maschinen oder innerhalb eines Bearbeitungszentrums sorgt. Die Transfermaschine fixiert die Werkstücke in Spannvorrichtungen oder auf einem Werkstückträger und transferiert sie zur jeweils nächsten Arbeitsstation. Der Transfer kann entweder im Kreis (Rundtaktmaschine) oder entlang einer Linie erfolgen (Linear-Transfermaschine). 